# Pseudocapitella fauveli
Pseudocapitella fauveli is een borstelworm uit de familie Capitellidae. Het lichaam van de worm bestaat uit een kop, een cilindrisch, gesegmenteerd lichaam en een staartstukje. De kop bestaat uit een prostomium (gedeelte voor de mondopening) en een peristomium (gedeelte rond de mond) en draagt gepaarde aanhangsels (palpen, antennen en cirri).
Pseudocapitella fauveli werd in 1964 voor het eerst wetenschappelijk beschreven door Harmelin.